# Würau
Würau ist ein Gemeindeteil von Inzell im Landkreis Traunstein.

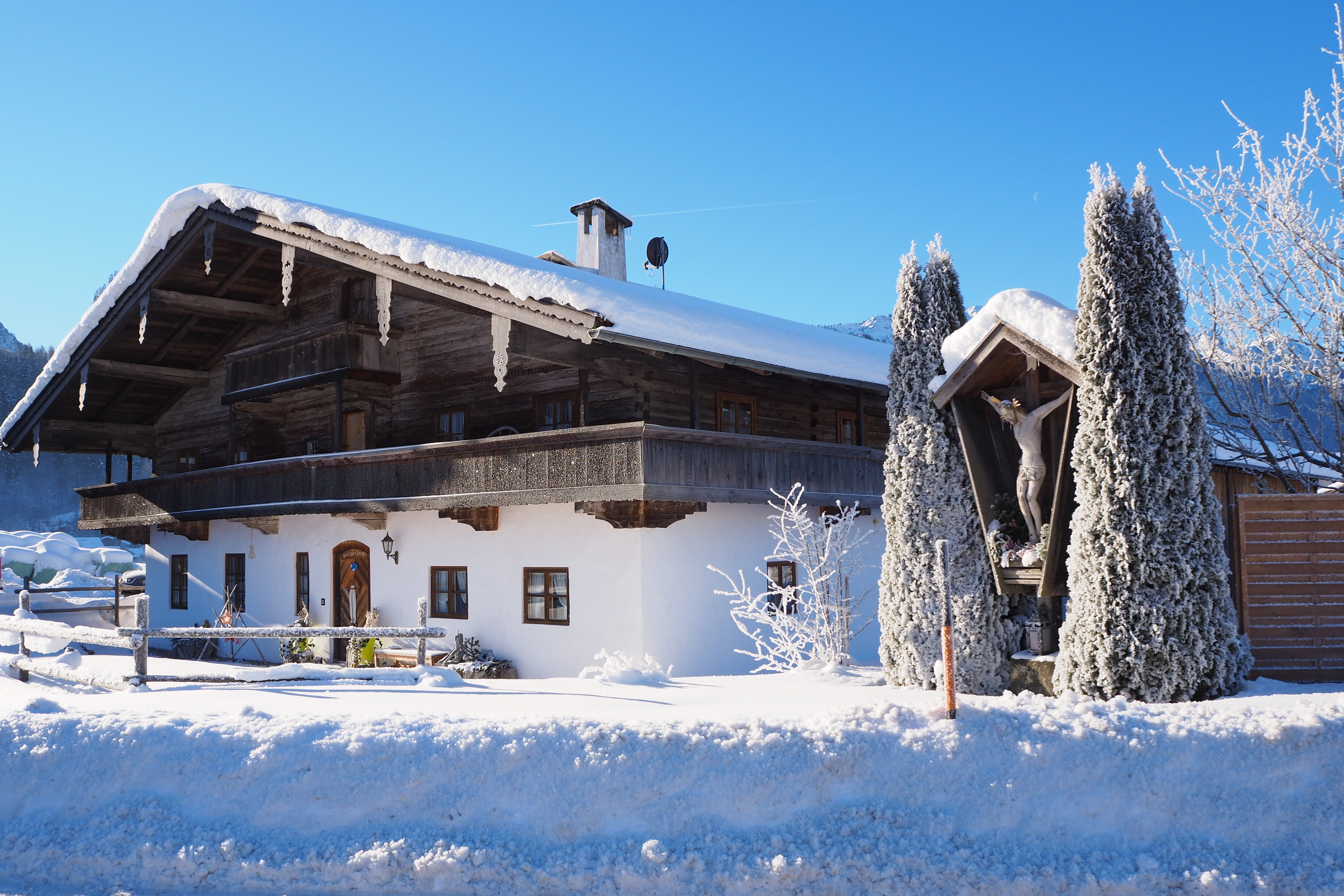
Der alte Holzbubhof im Gemeindeteil Würau, Inzell

Der Weiler mit zwei landwirtschaftlichen Anwesen und mehreren Wohnhäusern liegt ca. 1 km östlich des Ortskerns von Inzell an der Adlgasser Straße, zwischen Großwaldbach und Falkenseebach.

## Etymologie
Nach Schmeller 2. Bd., Seite 988, "erhöhtes im Wasser eines Flusses oder Sees, der über dieses hervorragt und wie die Au mit Gras und Holz bewachsen, vom übrigen Lands, mehr oder weniger abgeschnitten ist"

## Geschichte
Erstmals erwähnt in den Urbarien des Herzogs von Niederbayern, 1308; um 1752/60 gehörte der Ort zur Hofmark Inzell und bestand aus zwei 1/32-Höfen (Erber, heute Holzbub und Pierzl auf der Wirau).

## Baudenkmäler
Siehe auch: Liste der Baudenkmäler in Inzell#Weitere Ortsteile
- Holzbubhof: Wohnteil des Bauernhauses, Obergeschoss und Giebelfeld in Blockbau, Lauben mit geschlossener Brüstung, ehemalige Firstpfette bezeichnet mit dem Jahr 1722.